# Saenchai
Suphachai (Saenchai) Saepong, ook bekend als Saenchai Sor. Kingstar (Maha Sarakham, 30 juli 1980), is een professionele Thaibokser. 

## Biografie
Geboren in het arme noordoosten van Thailand, waar het grote deel van de bevolking met weinig toekomstperspectief op de rijstvelden werkt, zoals vele Thaise jongens, begon Saenchai Saepong op zijn 6e met het trainen van Muay Thai (thaiboksen) om vervolgens voor geld wedstrijden te vechten. Hij maakte zijn weg naar het mekka van het Muay Thai; het Lumpinee Stadium in Bangkok. Hier vocht hij vele wedstrijden op het hoogste niveau van de wereld en is in drie gewichtsklassen kampioen geworden: 52 kg, 53 kg en 59 kg. Ook heeft hij in 1999 de "Fighter of the year"-award gekregen. 
Hij staat bekend om zijn 'Cartwheel kick', waarbij hij een trap maakt tijdens een radslag. Ook gebruikt hij diverse gesprongen technieken en gebruikt hij veegtechnieken tegen zijn tegenstanders. Hij werd in 2009 gezien als de een van de beste vechters in zijn gewichtsklasse en moet bij wedstrijden vaak lichter wegen dan zijn tegenstanders om de wedstrijd spannender te houden.
Op 30 november 2008 was Saenchai in Nederland te zien op het SLAMM!-gala in het Topsportcentrum Almere. Hier vocht hij tegen Rachid Belaini en won de partij na 5 rondes op punten. Saenchai heeft inmiddels ook zijn eigen trainingskamp in Bangkok: Dr. Saenchai Muay Thai Gym, bij het '13 Coins Resort'.

## Statistieken in 2009
- Lengte: 165 cm
- Gewicht: +- 56 kilo
- Wedstrijden: 220+ gewonnen, 52 verloren en 2 onbeslist
- Stand: rechtsvoor